# سیارک ۲۸۹۶
سیارک ۲۸۹۶ (به انگلیسی: 2896 Preiss، نامگذاری:1931RN) دو هزار و هشتصد و نود و ششمین سیارک کشف شده‌است که در ۱۵ سپتامبر ۱۹۳۱ و در هایدلبرگ کشف شد.
قدر مطلق سیارک برابر ۱۲٫۷۰ است.